# KW Sagittarii
KW Sagittarii eller HD 316496 är en ensam stjärna i den mellersta delen av stjärnbilden Skytten. Den har en minsta skenbar magnitud av ca 11,0 och kräver ett teleskop för att kunna observeras. Baserat på beräknad parallaxpå ca 0,528 mas, beräknas den befinna sig på ett avstånd på ca 7 890 ljusår (ca 2 420 parsek) från solen. Den rör sig närmare solen med en heliocentrisk radialhastighet på ca –7,5 km/s.

## Observation
KW Sagitarii upptäcktes 1928 vara variabel vid en studie av fotografiska plåtar. Den varierar oregelbundet i ljusstyrka över ett intervall av cirka två magnituder. Den klassificeras som en halvregelbunden variabel, även om den listade perioden på 670 dygn är osäker. Det ovanligt kalla spektret har lett till jämförelser med symbiotiska variabler, men den anses inte längre vara en kataklysmisk dubbelstjärna. Stjärnan är en av de största kända stjärnorna. Om den placeras i mitten av solsystemet skulle dess yta nå utanför Mars omloppsbana.

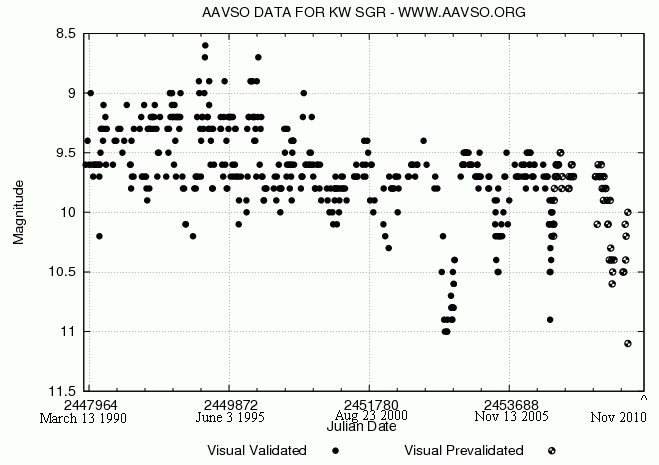
AAVSO ljuskurva av KW Sagittarii från 1 januari 1990 till 24 november 2010. Upp är ljusare och ner är svagare.

Ett avstånd på 2 420 parsec baseras på antagandet om att KW Sagittarii ingår i föreningen Sagittarius OB5. Den parallax som härrör från Hipparcosuppdraget är negativ och ger inte mycket information om avståndet förutom att det sannolikt är stort. Gaia Data Release 2-parallaxen är 0,5281 ± 0,1392 mas och anger ett avstånd på ca 1 900 parsec. En beräkning baserad på en tidigare känd galaktisk struktur ger ett avstånd på 1 945 +1 039−511 parsec. Gaia-resultatet har en betydande statistisk felmarginal, och anger att det astrometriska bruset ligger långt över acceptabla nivåer varför parallaxen bör anses otillförlitlig.

## Egenskaper
KW Sagittarii klassas som en lysande kall superjätte och varierar dess spektraltyp mellan M0 och M4. En studie från 2005 ledd av Levesque beräknade, med hjälp av en MARCS-modell, en hög ljusstyrka på 363 000 gånger solens för KW Sagittari och följaktligen mycket stor radie på 1 460 solradier baserat på antagandet om en effektiv temperatur på 3 700 K på ett avstånd av 3 000 parsec. Stjärnan beskrevs senare som en av de fyra största och mest lysande röda superjättarna i Vintergatan, tillsammans med V354 Cephei, KY Cygni och Mu Cephei.
På senare tid (2011) beräknades KW Sagittarii ha en lägre bolometrisk ljusstyrka runt 200 000 gånger solens och en radie runt 1 009 ± 142 solradier baserat på uppmätt vinkeldiameter och ljusstyrka.